# Will Kymlicka

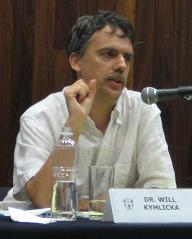
Will Kymlicka

Will Kymlicka (London (Ontario), 1962) is een Canadese politiek filosoof die zich vooral op het terrein van het multiculturalisme begeeft. Hij werd in 2003 hoogleraar filosofie aan de Queen's University in Kingston (Ontario), Canada.
Kymlicka heeft in 1984 zijn baccalaureaat van de geesteswetenschappen behaald in de filosofie en de politicologie. In 1987 is hij gepromoveerd in de filosofie. Kymlicka's meest besproken onderwerpen zijn diversiteit, identiteit, rechten, cultuur, liberale standaarden, en multiculturalisme.

## Multiculturalisme
Kymlicka stelt dat het multiculturalisme een toevoeging is aan het burgerschap van een samenleving en geen vervanging van dat burgerschap. Hij definieerde twee modellen met betrekking tot het multiculturalisme: het Engels-gelijkvormigheidsmodel en het multiculturele model. Het Engels-gelijkvormigheidsmodel is een model dat suggereert dat immigranten in de loop der tijd de normen en waarden van de autochtone bevolking overnemen. Daar tegenover staat het multiculturele model, dat beweert dat immigranten hun cultuur moeten behouden en dat de houding van de regering ten opzichte van deze immigranten tolerant moet zijn. Volgens Kymlicka is het eerste model getransformeerd in het tweede model.

### Immigranten en nationale minderheden
Kymlicka maakt bij zijn behandeling van multiculturalisme onderscheid tussen immigranten en nationale minderheden. Immigranten zijn etnische groepen die hun vaderland verruilen voor een nieuw vaderland. Nationale minderheden zijn minderheidsgroeperingen binnen een staat die een historische gemeenschap vormen, beschikken over een eigen taal en cultuur en min of meer volledige eigen instituties bezitten. Het onderscheid tussen nationale minderheden en migranten is binnen de theorie van Kymlicka relevant, omdat zij op een verschillende manier behandeld dienen te worden waar het gaat over het toekennen van minderheidsrechten. Waar bijvoorbeeld een bepaalde mate van bestuurlijke autonomie wel toegekend kan worden aan nationale minderheden, geldt dit niet voor immigranten.